# 2. Schachbundesliga 1980/81
Die 2. Schachbundesliga 1980/81 war die erste Saison der deutschen 2. Schachbundesliga.

## Modus
Jeweils acht Mannschaften spielten in den Staffeln Nord, West, Südwest und Süd ein einfaches Rundenturnier.
Die Staffel Nord umfasste die Landesverbände Berlin, Bremen, Hamburg, Niedersachsen und Schleswig-Holstein, die Staffel West beinhaltete den Landesverband Nordrhein-Westfalen, die Staffel Südwest bestand aus den Landesverbänden Baden, Hessen, Rheinland-Pfalz und Saarland, während der Staffel Süd Vereine der Landesverbände Bayern und Württemberg angehörten. Die vier Staffelsieger stiegen in die 1. Bundesliga 1981/82 auf, während die Zahl der Absteiger vom Ausgang der 1. Bundesliga abhing. Da jede Staffel zwei Aufsteiger aus den Landesverbänden aufnehmen musste, betrug die Zahl der Absteiger einer Staffel mindestens 1 (wenn kein Absteiger aus der 1. Bundesliga aufgenommen werden musste) und hätte maximal 5 betragen können (wenn alle Absteiger aus der 1. Bundesliga derselben Staffel angehört hätten).
Da aus der 1. Bundesliga 1980/81 zwei Mannschaften in die Staffel Südwest abstiegen (SV 1920 Hofheim und TSV Schott Mainz) und je eine in die Staffel Nord (SV Wilmersdorf) und in die Staffel West (Sportfreunde Katernberg), stiegen in dieser Saison aus der 2. Liga Südwest drei Mannschaften ab, aus den 2. Ligen Nord und West je zwei und aus der 2. Liga Süd eine.
Über die Platzierung entschied zunächst die Anzahl der Mannschaftspunkte, bei Gleichstand wurden um den Aufstieg und den Klassenerhalt Stichkämpfe gespielt, ansonsten entschied die Anzahl der Brettpunkte.

## 2. Bundesliga Nord
In die Staffel Nord waren der SC Concordia von 1907, der Hannoversche SK, die Hamburger SG und die Kieler SG aus der Bundesliga 1979/80 abgestiegen, außerdem hatten sich der SK Johanneum Eppendorf (SKJE), die SVg Lasker Steglitz, der SC Kreuzberg und der SK Zehlendorf qualifiziert.
SKJE und Lasker Steglitz setzten sich deutlich vom Feld ab, und trotz einer klaren Niederlage im direkten Vergleich erreichte SKJE den Aufstieg.
Im Abstiegskampf war die Kieler SG klar abgeschlagen, während das übrige Feld dicht zusammen lag. Letzten Endes mussten Concordia und Hannover in einem Stichkampf den zweiten Absteiger ausspielen, hier setzte sich Concordia knapp durch.

### Abschlusstabelle
|    | Verein                    | Sp | G | U | V | MP   | Brett-P.  |
| -- | ------------------------- | -- | - | - | - | ---- | --------- |
| 1. | SK Johanneum Eppendorf    | 7  | 5 | 1 | 1 | 11:3 | 32,5:23,5 |
| 2. | SVg Lasker Steglitz       | 7  | 5 | 0 | 2 | 10:4 | 32,0:24,0 |
| 3. | Hamburger SG (A)          | 7  | 3 | 2 | 2 | 8:6  | 27,5:28,5 |
| 4. | SC Kreuzberg              | 7  | 3 | 1 | 3 | 7:7  | 30,5:25,5 |
| 5. | SK Zehlendorf             | 7  | 3 | 1 | 3 | 7:7  | 28,5:27,5 |
| 6. | SC Concordia von 1907 (A) | 7  | 3 | 0 | 4 | 6:8  | 26,0:30,0 |
| 7. | Hannoverscher SK (A)      | 7  | 2 | 2 | 3 | 6:8  | 25,5:30,5 |
| 8. | Kieler SG (A)             | 7  | 0 | 1 | 6 | 1:13 | 21,5:34,5 |

### Entscheidungen
|     | Aufsteiger in die 1. Bundesliga 1981/82: SK Johanneum Eppendorf          |
|     | Stichkampf um den Klassenerhalt: SC Concordia von 1907, Hannoverscher SK |
|     | Absteiger in die Regionalliga Nord: Kieler SG                            |
| (A) | Absteiger des Vorjahres                                                  |

### Kreuztabelle
| Ergebnisse | Ergebnisse             | 1. | 2. | 3. | 4. | 5. | 6. | 7. | 8. |
| ---------- | ---------------------- | -- | -- | -- | -- | -- | -- | -- | -- |
| 1.         | SK Johanneum Eppendorf |    | 1½ | 4  | 4½ | 4½ | 5½ | 6½ | 6  |
| 2.         | SVg Lasker Steglitz    | 6½ |    | 4½ | 5½ | 4½ | 3½ | 3  | 4½ |
| 3.         | Hamburger SG           | 4  | 3½ |    | 4  | 4½ | 2½ | 4½ | 4½ |
| 4.         | SC Kreuzberg           | 3½ | 2½ | 4  |    | 3½ | 5½ | 5½ | 6  |
| 5.         | SK Zehlendorf          | 3½ | 3½ | 3½ | 4½ |    | 4½ | 4  | 5  |
| 6.         | SC Concordia von 1907  | 2½ | 4½ | 5½ | 2½ | 3½ |    | 3  | 4½ |
| 7.         | Hannoverscher SK       | 1½ | 5  | 3½ | 2½ | 4  | 5  |    | 4  |
| 8.         | Kieler SG              | 2  | 3½ | 3½ | 2  | 3  | 3½ | 4  |    |

### Stichkampf
| Heim         | Gast             | Ergebnis |
| ------------ | ---------------- | -------- |
| SC Concordia | Hannoverscher SK | 4:4 1    |

### Entscheidungen
|  | Klassenerhalt: SC Concordia von 1907                 |
|  | Absteiger in die Regionalliga Nord: Hannoverscher SK |

## 2. Bundesliga West
In die 2. Bundesliga West waren die Düsseldorfer SG Rochade, die SG Enger/Spenge, der PSV/BSV Wuppertal und der SK Münster 32 aus der Bundesliga 1979/80 abgestiegen, außerdem hatten sich der SV Rochade Bielefeld, der Rheydter SV und die zweiten Mannschaften der SG Porz und der SG Bochum 31 qualifiziert.
Düsseldorf und Enger/Spenge lieferten sich einen Zweikampf um den Aufstieg, den Düsseldorf knapp für sich entschied. Porz, Rheydt und Bochum lagen deutlich hinter dem übrigen Feld. Während Porz direkt abstieg, mussten Bochum und Rheydt einen Stichkampf um den Klassenerhalt spielen, den Bochum für sich entschied.

### Abschlusstabelle
|    | Verein                      | Sp | G | U | V | MP   | Brett-P.  |
| -- | --------------------------- | -- | - | - | - | ---- | --------- |
| 1. | Düsseldorfer SG Rochade (A) | 7  | 5 | 2 | 0 | 12:2 | 31,5:24,5 |
| 2. | SG Enger/Spenge (A)         | 7  | 5 | 1 | 1 | 11:3 | 33,0:23,0 |
| 3. | SV Rochade Bielefeld        | 7  | 2 | 4 | 1 | 8:6  | 31,0:25,0 |
| 4. | SK Münster 32 (A)           | 7  | 3 | 2 | 2 | 8:6  | 28,5:27,5 |
| 5. | PSV/BSV Wuppertal (A)       | 7  | 3 | 1 | 3 | 7:7  | 26,5:29,5 |
| 6. | SG Bochum 31 II             | 7  | 2 | 0 | 5 | 4:10 | 28,0:28,0 |
| 7. | Rheydter SV                 | 7  | 1 | 2 | 4 | 4:10 | 24,5:31,5 |
| 8. | SG Porz II.                 | 7  | 0 | 2 | 5 | 2:12 | 21,0:35,0 |

### Entscheidungen
|     | Aufsteiger in die 1. Bundesliga 1981/82: Düsseldorfer SG Rochade          |
|     | Stichkampf um den Klassenerhalt: SG Bochum 31 II. Mannschaft, Rheydter SV |
|     | Absteiger in die NRW-Liga: SG Porz II. Mannschaft                         |
| (A) | Absteiger des Vorjahres                                                   |

### Kreuztabelle
| Ergebnisse | Ergebnisse              | 1. | 2. | 3. | 4. | 5. | 6. | 7. | 8. |
| ---------- | ----------------------- | -- | -- | -- | -- | -- | -- | -- | -- |
| 1.         | Düsseldorfer SG Rochade |    | 4½ | 4  | 4  | 5½ | 4½ | 4½ | 4½ |
| 2.         | SG Enger/Spenge         | 3½ |    | 4½ | 5  | 5½ | 4½ | 4  | 6  |
| 3.         | SV Rochade Bielefeld    | 4  | 3½ |    | 4  | 6  | 5½ | 4  | 4  |
| 4.         | SK Münster 32           | 4  | 3  | 4  |    | 3  | 4½ | 5  | 5  |
| 5.         | PSV/BSV Wuppertal       | 2½ | 2½ | 2  | 5  |    | 4½ | 6  | 4  |
| 6.         | SG Bochum 31 II         | 3½ | 2½ | 3½ | 3½ | 3½ |    | 6  | 5½ |
| 7.         | Rheydter SV             | 3½ | 4  | 4  | 3  | 2  | 2  |    | 6  |
| 8.         | SG Porz II              | 3½ | 2  | 4  | 3  | 4  | 2½ | 2  |    |

### Stichkampf
| Heim                     | Gast        | Ergebnis |
| ------------------------ | ----------- | -------- |
| SG Bochum II. Mannschaft | Rheydter SV | 5:3      |

### Entscheidungen
|  | Klassenerhalt: SG Bochum II. Mannschaft |
|  | Absteiger in die NRW-Liga: Rheydter SV  |

## 2. Bundesliga Südwest
In die 2. Liga Südwest waren der SK Frankenthal, der SC Kettig, der PSV Neustadt und die Karlsruher Schachfreunde aus der Bundesliga 1979/80 abgestiegen, außerdem hatten sich der SK Heidelberg, der SV 03/25 Koblenz, die Schachvereinigung Saarbrücken 1970 und die VSG 1880 Offenbach qualifiziert. Kettig stieg mit klarem Vorsprung auf, während Offenbach, Karlsruhe und Saarbrücken absteigen mussten.

### Abschlusstabelle
|    | Verein                             | Sp | G | U | V | MP   | Brett-P.  |
| -- | ---------------------------------- | -- | - | - | - | ---- | --------- |
| 1. | SC Kettig (A)                      | 7  | 6 | 1 | 0 | 13:1 | 37,0:19,0 |
| 2. | SK Heidelberg                      | 7  | 5 | 0 | 2 | 10:4 | 32,5:23,5 |
| 3. | PSV Neustadt (A)                   | 7  | 3 | 2 | 2 | 8:6  | 28,5:27,5 |
| 4. | SK Frankenthal (A)                 | 7  | 3 | 2 | 2 | 8:6  | 27,5:28,5 |
| 5. | SV 03/25 Koblenz                   | 7  | 2 | 2 | 3 | 6:8  | 28,5:27,5 |
| 6. | VSG 1880 Offenbach                 | 7  | 1 | 3 | 3 | 5:9  | 26,0:30,0 |
| 7. | Karlsruher Schachfreunde (A)       | 7  | 1 | 2 | 4 | 4:10 | 23,5:32,5 |
| 8. | Schachvereinigung Saarbrücken 1970 | 7  | 1 | 0 | 6 | 2:12 | 20,5:35,5 |

### Entscheidungen
|     | Aufsteiger in die 1. Bundesliga 1981/82: SC Kettig                                                                |
|     | Absteiger in die Landesverbände: VSG 1880 Offenbach, Karlsruher Schachfreunde, Schachvereinigung Saarbrücken 1970 |
| (A) | Absteiger des Vorjahres                                                                                           |

### Kreuztabelle
| Ergebnisse | Ergebnisse                         | 1. | 2. | 3. | 4. | 5. | 6. | 7. | 8. |
| ---------- | ---------------------------------- | -- | -- | -- | -- | -- | -- | -- | -- |
| 1.         | SC Kettig                          |    | 4½ | 4  | 6  | 4½ | 5½ | 7  | 5½ |
| 2.         | SK Heidelberg                      | 3½ |    | 5  | 3  | 4½ | 5½ | 5½ | 5½ |
| 3.         | PSV Neustadt                       | 4  | 3  |    | 5  | 3½ | 4  | 4½ | 4½ |
| 4.         | SK Frankenthal                     | 2  | 5  | 3  |    | 4  | 4  | 4½ | 5  |
| 5.         | SV 03/25 Koblenz                   | 3½ | 3½ | 4½ | 4  |    | 2½ | 4  | 6½ |
| 6.         | VSG 1880 Offenbach                 | 2½ | 2½ | 4  | 4  | 5½ |    | 4  | 3½ |
| 7.         | Karlsruher Schachfreunde           | 1  | 2½ | 3½ | 3½ | 4  | 4  |    | 5  |
| 8.         | Schachvereinigung Saarbrücken 1970 | 2½ | 2½ | 3½ | 3  | 1½ | 4½ | 3  |    |

## Süd
In die 2. Bundesliga Süd waren Grundig Nürnberg, der SV Fortuna Regensburg, der SC Bad Cannstatt und der SV Wolfbusch aus der Bundesliga 1979/80 abgestiegen, außerdem hatten sich der VfL Sindelfingen, der Münchener SC 1836, der SK Gräfelfing und der PSV Ulm qualifiziert.
Die Entscheidung sowohl über den Aufstieg als auch über Abstieg fiel erst in Stichkämpfen. Während sich an der Spitze Sindelfingen gegen Wolfbusch durchsetzte, mussten gleich vier Mannschaften gegen den Abstieg stechen. Hierbei hatte Regensburg das Nachsehen gegenüber Bad Cannstatt, Gräfelfing und Ulm.

### Abschlusstabelle
|    | Verein                    | Sp | G | U | V | MP   | Brett-P.  |
| -- | ------------------------- | -- | - | - | - | ---- | --------- |
| 1. | VfL Sindelfingen          | 7  | 5 | 1 | 1 | 11:3 | 34,0:22,0 |
| 2. | SV Wolfbusch (A)          | 7  | 5 | 1 | 1 | 11:3 | 34,0:22,0 |
| 3. | Grundig Nürnberg (A)      | 7  | 4 | 1 | 2 | 9:5  | 28,5:27,5 |
| 4. | Münchener SC 1836         | 7  | 3 | 3 | 1 | 9:5  | 28,0:28,0 |
| 5. | SC Bad Cannstatt (A)      | 7  | 2 | 0 | 5 | 4:10 | 28,0:28,0 |
| 6. | SK Gräfelfing             | 7  | 2 | 0 | 5 | 4:10 | 24,5:31,5 |
| 7. | SV Fortuna Regensburg (A) | 7  | 2 | 0 | 5 | 4:10 | 24,5:31,5 |
| 8. | PSV Ulm                   | 7  | 2 | 0 | 5 | 4:10 | 22,5:33,5 |

### Entscheidungen
|     | Stichkampf um den Aufstieg: VfL Sindelfingen, SV Wolfbusch                                    |
|     | Stichkampf gegen den Abstieg: SC Bad Cannstatt, SK Gräfelfing, SV Fortuna Regensburg, PSV Ulm |
| (A) | Absteiger des Vorjahres                                                                       |

### Kreuztabelle
| Ergebnisse | Ergebnisse            | 1. | 2. | 3. | 4. | 5. | 6. | 7. | 8. |
| ---------- | --------------------- | -- | -- | -- | -- | -- | -- | -- | -- |
| 1.         | VfL Sindelfingen      |    | 4½ | 6½ | 4  | 4½ | 5  | 6  | 3½ |
| 2.         | SV Wolfbusch          | 3½ |    | 5½ | 4  | 5  | 6½ | 5  | 4½ |
| 3.         | Grundig Nürnberg      | 1½ | 2½ |    | 4  | 5  | 4½ | 6  | 5  |
| 4.         | Münchener SC 1836     | 4  | 4  | 4  |    | 2  | 4½ | 4½ | 5  |
| 5.         | SC Bad Cannstatt      | 3½ | 3  | 3  | 6  |    | 5½ | 3½ | 3½ |
| 6.         | SK Gräfelfing         | 3  | 1½ | 3½ | 3½ | 2½ |    | 4½ | 6  |
| 7.         | SV Fortuna Regensburg | 2  | 3  | 2  | 3½ | 4½ | 3½ |    | 6  |
| 8.         | PSV Ulm               | 4½ | 3½ | 3  | 3  | 4½ | 2  | 2  |    |

### Stichkämpfe
Stichkampf um den Aufstieg:
| Heim             | Gast         | Ergebnis |
| ---------------- | ------------ | -------- |
| VfL Sindelfingen | SV Wolfbusch | 4:4 1    |

Stichkämpfe gegen den Abstieg:
|    | Verein                | Sp  | G   | U   | V   | MP  | Brett-P. |
| -- | --------------------- | --- | --- | --- | --- | --- | -------- |
| 1. | ???                   | ??? | ??? | ??? | ??? | ??? | ???      |
| 2. | ???                   | ??? | ??? | ??? | ??? | ??? | ???      |
| 3. | ???                   | ??? | ??? | ??? | ??? | ??? | ???      |
| 4. | SV Fortuna Regensburg | ??? | ??? | ??? | ??? | ??? | ???      |

### Entscheidungen
|  | Aufsteiger in die 1. Bundesliga 1981/82: VfL Sindelfingen             |
|  | Klassenerhalt: SV Wolfbusch, SC Bad Cannstadt, SK Gräfelfing, PSV Ulm |
|  | Absteiger in die Landesverbände: SV Fortuna Regensburg                |